# U 153 (U-Boot, 1917)
U 153 war ein U-Kreuzer der Kaiserlichen Marine, der im Ersten Weltkrieg im Atlantik bei der U-Kreuzer-Flottille im Einsatz war.

## Kommandanten
- 17. November 1917 – 31. Juli 1918 Korvettenkapitän Gernot Goetting
- 1. August 1918 – 11. November 1918 Korvettenkapitän Paul Pastuszyk

## Einsatzgeschichte und Verbleib
U 153 konnte auf einer Patrouille drei Handelsschiffe mit einer Gesamttonnage von 9428 Tonnen versenken. Dazu kam noch die U-Boot-Falle Willow Branch mit 3314 Tonnen. Das Boot kapitulierte am 11. November 1918 und wurde ab dem 24. November 2018 in Harwich interniert. Es wurde Frankreich zugesprochen, aber gegen U 162 getauscht. Daraufhin wurde es in Portsmouth aufgelegt. U 153 wurde nicht wieder in Dienst gestellt und sank 1921 auf dem Weg zur Abwrackwerft.

### Versenkungen
| Datum          | Schiffsname       | Tonnage (BRT) | Nationalität           |
| -------------- | ----------------- | ------------- | ---------------------- |
| 15. März 1918  | Alessandra        | 2394          | Königreich Italien     |
| 14. April 1918 | Santa Isabel      | 2023          | Vereinigtes Königreich |
| 25. April 1918 | HMS Willow Branch | 3314          | Vereinigtes Königreich |
| 9. Mai 1918    | Enrichetta        | 5011          | Königreich Italien     |
|                | Versenkt:         | 12.742        |                        |